# Dirigent

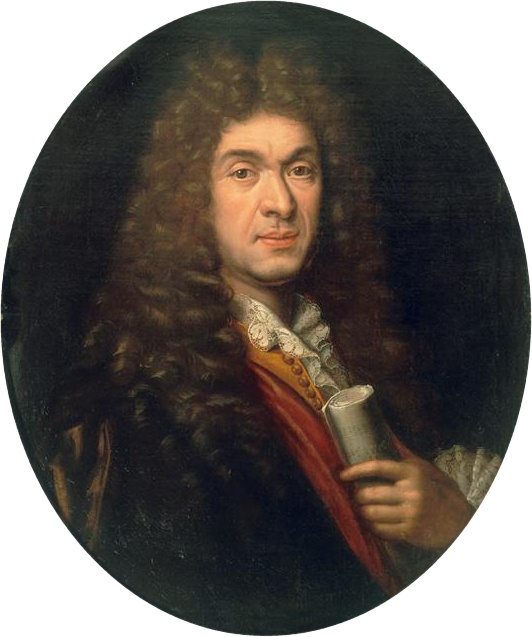
J. B. Lully (zemřel na následky infekce, když si probodl nohu barokní taktovkou)

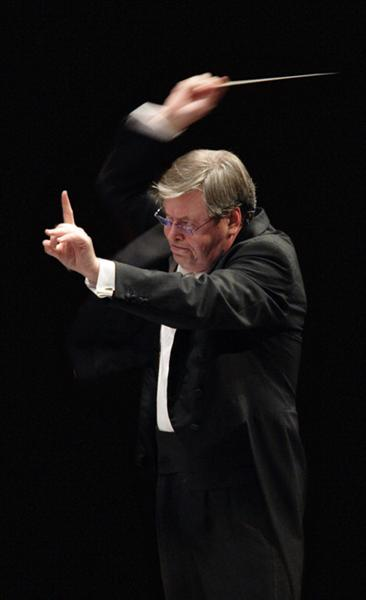
Petr Altrichter jako šéfdirigent Filharmonie Brno na Mezinárodním hudebním festivalu Špilberk (srpen 2013)

Dirigent (z latiny, 1. příčestí (dirigens = dirigující) slovesa dirigere = dirigovat, řídit) je hudební umělec, který vede orchestr a zpěváky při nastudování a interpretaci hudebních nebo hudebnědramatických děl.

## Historie
V 17. století byly orchestry převážně menší než dnes a struktura hudby z hlediska časového (tempového, metrického a rytmického) průběhu méně komplikovaná, a tak tyto ansámbly nepotřebovaly ukazující dirigenta. Garantem kvality hudebního průběhu byl zpravidla první houslista (evtl. hráč na jiný prominentní nástroj, například drnkací) nebo hudebník u klávesového nástroje (cembala či varhan). Jak počet členů orchestru rostl a hudební výraz interpretovaných skladeb se individualizoval, bylo stále víc zapotřebí někoho k jeho manuálnímu vedení. Francouzský skladatel a dirigent italského původu Jean-Baptiste Lully (1632–1687) udával takt pravidelnými rytmickými údery velkou holí (podobnou holi vycházkové) o podlahu, čímž se stal jedním z dirigentů-průkopníků. Tato hůl vlastně byla jakýmsi velkým předchůdcem dnešní dirigentské taktovky. Infekce po zranění způsobeném touto holí se mu posléze také stala osudnou. Lully dlouho odmítal amputaci končetiny, a když k ní nakonec přece jen svolil, rozmohla se vzniklá gangréna již tak, že ho nebylo možné zachránit.
U velkých hudebních těles, jako jsou symfonické orchestry nebo orchestry operních divadel, je důležité, aby všichni hudebníci hráli přesně zároveň, aby splňovali záměry skladatelů zapsané v partiturách a aby měl výraz celého souboru jednotný interpretační výraz. I když mají před sebou hráči noty, potřebují vědět, kdy přesně mají z hlediska souhry začít, jak rychle budou hrát (tempové údaje v zápise jsou buď jen slovně přibližné, nebo sice metronomicky přesné, ale každý je přesto může individuálně cítit jinak), jak hlasitě smí hrát vzhledem k ostatním i vzhledem k akustice daného sálu a jakým způsobem je třeba hrát ve smyslu výrazu a charakteru jednotlivých míst i celku skladby. Rovněž sóloví i sboroví pěvci a pěvkyně a do jisté míry také sólisté-instrumentalisté jsou odkázáni na sladění svého zpěvu či hry s orchestrem prostřednictvím zkouškových podnětů a gestikulace dirigenta. Pokud hrají hudbu pouze dva, tři nebo čtyři lidé, mohou se mezi sebou vzájemně dorozumívat například pohledem. Ve velkém orchestru či divadle je ale tak velký počet hrajících i zpívajících hudebníků, že je zde dirigentova činnost prakticky i motivačně nezbytná.